# Канкаки (округ)
Канкаки́ (англ. Kankakee County) — округ в штате Иллинойс, США. Официально образован 11 февраля 1853 года. По состоянию на 2010 год, численность населения составляла 113 449 человека.

## География
По данным Бюро переписи США, общая площадь округа равняется 1 763,792 км2, из которых 1 753,432 км2 — суша, и 4,800 км2, или 0,700 %, — это водоёмы.

## Население
По данным переписи населения 2000 года в округе проживает 103 833 жителя в составе 38 182 домашних хозяйств и 26 765 семей. Плотность населения составляет 59,00 человек на км2. На территории округа насчитывается 40 610 жилых строений, при плотности застройки около 23,00-х строений на км2. Расовый состав населения: белые — 79,89 %, афроамериканцы — 15,47 %, коренные американцы (индейцы) — 0,18 %, азиаты — 0,68 %, гавайцы — 0,02 %, представители других рас — 2,38 %, представители двух или более рас — 1,38 %. Испаноязычные составляли 4,78 % населения независимо от расы.
В составе 34,40 % из общего числа домашних хозяйств проживали дети в возрасте до 18 лет, 52,80 % домохозяйств представляли собой супружеские пары, проживающие вместе, 13,10 % домохозяйств представляли собой одиноких женщин без супруга, 29,90 % домохозяйств не имели отношения к семьям, 24,90 % домохозяйств состояли из одного человека, 10,40 % домохозяйств состояли из престарелых (65 лет и старше), проживающих в одиночестве. Средний размер домохозяйств составлял 2,61 человека, средний размер семьи —3,12 человека.
Возрастной состав округа: 27,10 % — моложе 18 лет, 9,70 % — от 18 до 24, 28,20 % — от 25 до 44, 22,00 % — от 45 до 64, и 22,00 % — от 65 и старше. Средний возраст жителя округа — 35 лет. На каждые 100 женщин приходится 95,60 мужчин. На каждые 100 женщин старше 18 лет приходится 91,90 мужчин.
Средний доход на домохозяйство в округе составлял 41 532 $, на семью — 48 975 $. Среднестатистический заработок мужчин был 37 776 $ против 25 287 $ для женщин. Доход на душу населения составлял 19 055 $. Около 8,70 % семей и 11,40 % общего населения находились ниже черты бедности, в том числе — 15,60 % молодежи (тех, кому ещё не исполнилось 18 лет) и 7,20 % тех, кому было уже больше 65 лет.